# Psammocinia perforodosa
Psammocinia perforodosa är en svampdjursart som beskrevs av Cook och Patricia R. Bergquist 1998. Psammocinia perforodosa ingår i släktet Psammocinia och familjen Irciniidae.
Artens utbredningsområde är havet kring Nya Zeeland. Inga underarter finns listade i Catalogue of Life.